# Rajeev Taranath
Rajeev Taranath (17 de octubre de 1932 – 11 de junio de 2024) fue un músico clásico indio que tocaba el sarod. Taranath fue discípulo de Ali Akbar Khan.

## Vida y carrera
Rajeev Taranath nació en Bangalore el 17 de octubre de 1932. Recibió su formación inicial en música vocal de su padre, Pandit Taranath. Dio su primera actuación vocal pública cuando tenía nueve años. Rajeev cantaba para All India Radio antes de cumplir veinte años.
Aunque Rajeev tenía un doctorado en literatura, decidió abandonar su carrera como profesor y jefe del Departamento de Literatura Inglesa en el Regional Engineering College, Tiruchirappalli (REC-T), que luego fue renombrado como el Institutos Nacionales de Tecnología, Tiruchirappalli (NIT-T), y se fue a Calcuta, donde comenzó su formación musical bajo la tutela de Ali Akbar Khan. Rajeev continuó aprendiendo de su Guru hasta la muerte de Khan en 2009. También recibió orientación de Ravi Shankar, Annapurna Devi, Nikhil Banerjee y Aashish Khan. Recibió algunos de los más altos honores nacionales de la India, incluyendo el premio Padma Shri en 2019 y el Sangeet Natak Akademi en 1999-2000. Investigó y publicó las Técnicas de Enseñanza del Maihar-Allauddin Gharana, como becario de la Fundación Ford (1989 a 1992).
Taranath era respetado por su profundo entendimiento al desentrañar el raga, la calidad tonal y el poder de sus golpes. Su estilo distintivo mostraba excelencia técnica, poder imaginativo y rango emocional. Según el New York Times, "Las improvisaciones de RAJEEV TARANATH con el sarod el domingo en Soundscape mezclaron lo espiritual y lo animado".
Taranath actuó extensamente en la India y el mundo. Hizo giras por Australia, Europa, Yemen, Estados Unidos y Canadá. Compuso la música para muchas películas indias aclamadas internacionalmente, incluyendo Samskara, Kanchana Sita y Kadavu. También se desempeñó como jefe del programa de música india en el Departamento de Música del Mundo del Instituto de las Artes de California desde 1995 hasta 2005.
Taranath vivió y enseñó en Mysore, Karnataka hasta su muerte. Enseñó literatura inglesa en la Universidad de Adén en la década de 1980. Taranath murió el 11 de junio de 2024, a la edad de 91 años.

## Discografía
Taranath tuvo varias grabaciones publicadas:
- En concierto: Raga Bageshri Kanada, Manj Khammaj y Bhairavi (IMPU 2020)
- Hamdard - Puriya Dhanshri, Chandrandan (Bihaan Records 2015)
- Prism - Gaur Sarang, Madhuvanti, Bhairavi (Bihaan Records 2014)
- Swar Kalyan (Navras Records 2011)
- Sandhya (Bihaan Records 2011)
- Manan "Meditation": Ragas Bihag y Bhairavi (Navras Records 2008)
- Harmony: Sindhu Bhairavi Raagmala (2007)
- Raga Kafi: Some Facets (2007)
- Rasarang (2004)
- Reflections Around Noon: Ragas Todi y Kafi (2003)
- The Call of Love, The Art of Persian and Indian Improvisations (2002)
- Daybreak and a Candle End (2002)
- Indian Classical Music (2001)
- Rag Nat Bhairo, Rag Kaushi Bhairavi, Bhairavi (1995)
- Over the Moon: Raga Chandranandan (1993)
- Raga Ahir Bhairav/Raga Charukeshi (1991)
- The Magnificence of Yaman Kalyan (1987)
- In the Master's Tradition: Rag Basant Mukhari, Rag Kirwani (1987)
- Rag Kafi
- Rag Komal Durga
- Rag Puriya Dhanashri

### Premios y reconocimientos
- Basavashree Award, 2021
- S.V. Narayanarao Memorial National Award, 2020
- Padma Shri, 2019
- Nadoja Award de la Universidad de Kannada, 2018
- Sangeet Vidhwan Award, 2018
- The Sangeet Natak Akademi Award, 1999–2000
- Sangeetha Rathna Mysore T. Chowdiah Memorial Award 1998 (Gobierno de Karnataka, India)
- Sangeet Nritya Akademi Award, 1993
- Karnataka Rajya Prashasti, 1996
- Kempe Gowda Award, 2006
- Sangeet Kalaratna de la Gayana Samaja
- Jyothi Subramanya Award
- Brahmaramba N Nagaraja Rao Gold Medal
- V T Srinivasan Memorial Award